# 벙커 할아버지

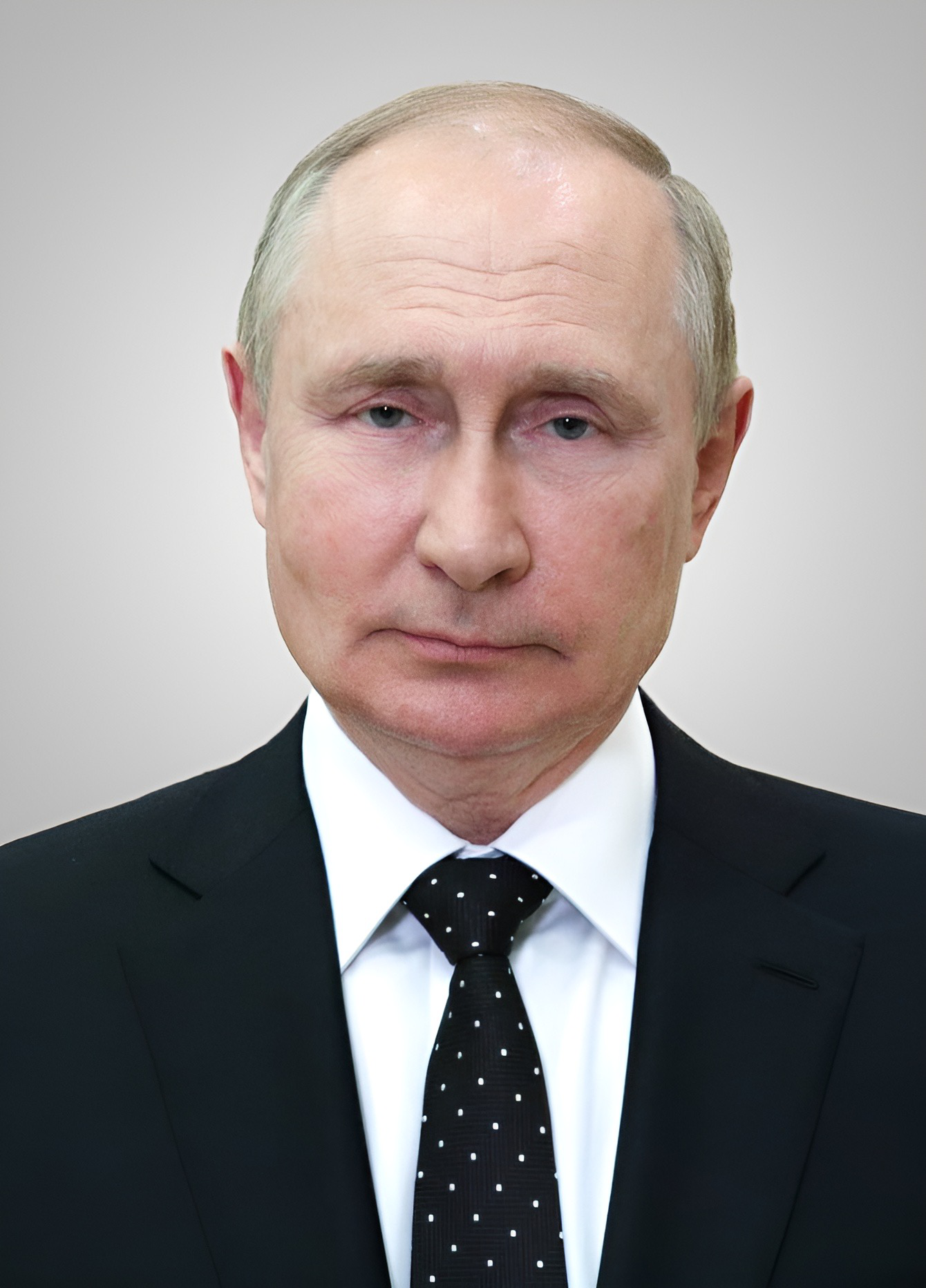
2022년 9월 블라디미르 푸틴 러시아 대통령

벙커 할아버지 (러시아어: Бункерный дед Bunkernyy ded[*] : '벙커 안의 할아버지', '벙커 할아버지' 또는 '벙커 늙은이')는 러시아 대통령 블라디미르 푸틴을 조롱하는 별명이자, 러시아와 우크라이나의 인터넷 밈이다.
대통령 블라디미르 푸틴에게 "벙커 할아버지"라는 별명이 붙은 계기는 지난 2021년 1월 체포된 야당 정치인 알렉세이 나발니 지지 집회였다. 해당 집회 측의 슬로건인 "할아버지, 가서 약 드세요. 아니면 혼내 줄 거예요."가 인터넷 밈이 되었다. 나발니의 팀은 곧 거대한 벙커가 있는 것으로 알려진 겔린지크 근처 "푸틴 궁전"에 대한 조사에 착수했다. 이번 조사는 러시아의 코로나19 범유행 기간 동안 푸틴의 엄격한 자가 격리가 거론되는 가운데 나왔다.
따라서 "할아버지"라는 단어에 "벙커"가 추가되었다. 2022년 러시아의 우크라이나 침공 이후, 우랄산맥이나 알타이산맥에 있다는 "푸틴의 벙커"에 관한 루머가 돌기 시작했다. 그곳에서 대통령이 우크라이나 영토에 위치한 러시아 군대를 지휘하는 것으로 알려지면서, "벙커 할아버지"라는 별명은 더욱 인기를 끌었다.

## 사용
"벙커 할아버지"라는 별명은 다양한 우크라이나 관찰자, 러시아 야당 홍보인, 우크라이나 및 러시아 코미디언들이 사용한다. 이 별명은 모든 종류의 무능함과 비합리성을 내포한다.
알렉세이 나발니는 블라디미르 푸틴과 관련지어 "벙커 할아버지"라는 별명을 반복해서 사용했다. 예를 들어, 2020년 6월 22일 그는 블로그에서 푸틴과 관련하여 이 별명을 사용했다. 나발니는 러시아가 군사 예산 비용을 제외하고도 퍼레이드에 거의 10억 루블을 썼다고 말했다. "이 돈으로 연금수령자들을 위한 약을 사자… 퍼레이드에 여념이 없을 그 사람들은 절대 이런 생각은 못 할 것이다. 하지만 벙커 할아버지께서는 퍼레이드를 원하시고, 단상에서 한껏 뽐내려 하신다." 2020년 10월, 한 정치인은 자신의 유튜브 채널에서 "벙커 할아버지"라는 닉네임으로 가장 많이 본 동영상 목록과 함께 자신의 인스타그램 페이지에 스크린샷을 게시했다. 2021년 2월 구금되어 있던 나발니는 힘키시 법원에서 푸틴을 두고 "파이프 위 두꺼비", "벙커 도둑 할아버지", "벙커 할아버지"와 같은 별명으로 불렀다.
메두자가 지적하듯 푸틴을 "할아버지"라고 부르는 것은 , 보리스 옐친이 그랬던 것처럼 "그의 생리적 연령이나 건강 상태 때문"이 아니고, "그의 기분을 상하게 하려는 욕구 탓뿐도 아니다.". "할아버지, 가서 약 드세요" 밈은 본질적으로 "OK 부머" 밈과 동일하다. 가치 및 발상, 사고 방식이 반세기 전 완전히 다른 세계에서 형성되어 현대 사회에 맞지 않고 구식이라는 것이다.
《자유유럽방송》은 정치학자 예카테리나 슐만의 말을 인용하며 "서투른 벙커 할아버지 밈"은 "할아버지와 손자 사이의 갈등"이 탄생시킨 것이며, 이것이 바로 가치와 스타일의 진정한 차이라고 말했다. (TV와 페이스북 간의 차이가 아닌, TV와 TikTok 사이의 차이다).
《워싱턴 포스트》 편집자 로빈 딕슨은 " 캐치프레이즈의 대가인 나발니는 푸틴을 "벙커에 있는 할아버지"라고 부르며 그를 위선적이고 부패한 사람으로 묘사했다"고 작성했다.

## 같이 보기
- 푸틴 후일로!
- 도둑과 사기꾼의 정당